# Eduardo Freites
Eduardo Freites (ur. 12 czerwca 1980) – wenezuelski zapaśnik w stylu klasycznym. Zajął 19. miejsce na mistrzostwach świata w 2003. Brązowy medalista igrzysk panamerykańskich w 2003. Srebrny medalista mistrzostw panamerykańskich w 2004 roku.